# ألاسان ندور
ألاسان ندور (بالفرنسية: Alassane N'Dour)‏ (مواليد 12 ديسمبر 1981) هو لاعب كرة قدم. يلعب مع منتخب السنغال لكرة القدم. سبق له أن لعب في كأس العالم لكرة القدم مع منتخب بلاده.

## روابط خارجية
- ألاسان ندور على موقع الاتحاد الدولي (مؤرشف)  (الإنجليزية)
- ألاسان ندور على موقع رابطة كرة القدم الفرنسية للمحترفين (الإنجليزية)
- ألاسان ندور على موقع قاعدة بيانات كرة القدم.إي يو (الإنجليزية)
- ألاسان ندور على موقع ناشيونال فوتبول تيمز (الإنجليزية)
- ألاسان ندور على موقع Soccerbase.com (لاعب) (الإنجليزية)